# 十三湖

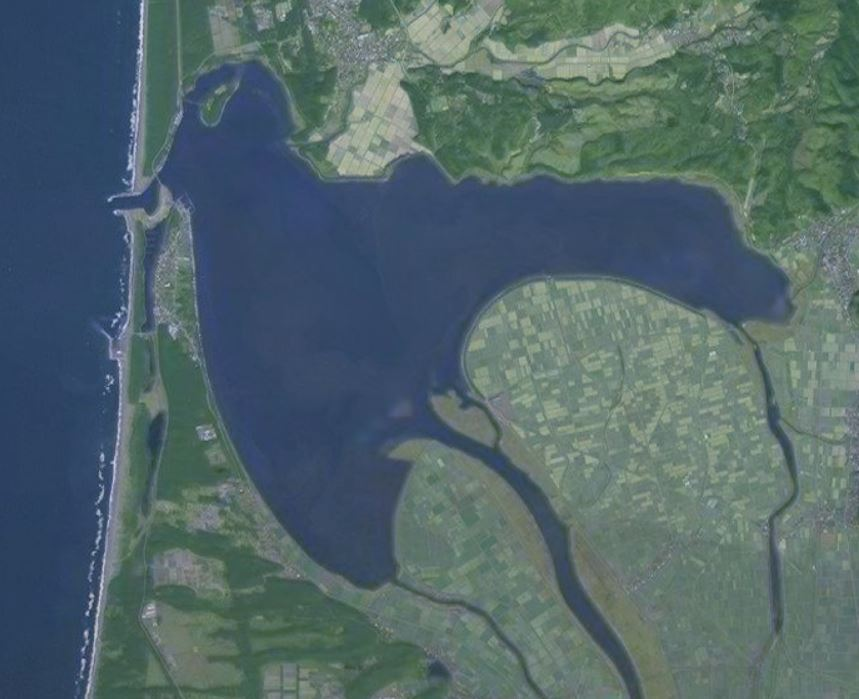
十三湖の衛星画像（NASA、ランドサット）

十三湖（じゅうさんこ）は、青森県津軽半島北西部の日本海岸にある汽水湖である。地元津軽地区では「十三潟（じゅうさんがた）」とも呼ばれる。

## 概要
津軽国定公園内に位置しており、周辺自治体は五所川原市（旧市浦村）、北津軽郡中泊町（旧中里町）、つがる市（旧車力村）である。周囲約30キロメートル、水深は最大3.0メートルに過ぎず、南方より岩木川が流入する。この川が日本海に向かう途中、砂州によって塞き止められ汽水湖となった。独特の荒涼とした風景に囲まれている。
特産物はシジミであり、宍道湖、小川原湖と並ぶ日本有数のシジミ産地である。シジミ漁については十三漁業協同組合、車力漁業協同組合がある。資源保護のために1日の漁獲制限や禁漁区禁漁期間を決めるなどしてヤマトシジミの資源維持につとめている。ジョレンを船で引っ張って採る。
中世（13世紀初頭〜15世紀前半/鎌倉時代〜室町期）には日本海沿岸の交易港「十三湊」の在った場所であり、津軽地方の有力豪族であった安倍氏・安藤氏（安東氏）の拠点として栄えたが、近世以前に衰退した。資料は少ないが、1991年から発掘調査が行われ研究が進められており、実態が明らかになってきている。この「十三湊遺跡」は、2005年（平成17年）7月に国の史跡にも指定されている。
また、オオハクチョウ、コハクチョウの渡来地として知られ、「十三湖のハクチョウ」として県の天然記念物に指定されている。
十三湖や十三湊の名称の由来は、日本海と湖の間にある砂州に13の集落があった、13の川が流入しているなどの他に、アイヌ語で「湖の傍ら」を意味する「トー・サㇺ」に由来するとの説もあるが、詳細は不明である。なお、南方にある十二湖とは無関係である。

## 周辺の食・歴史・観光

### シジミ（料理・加工品・採取）

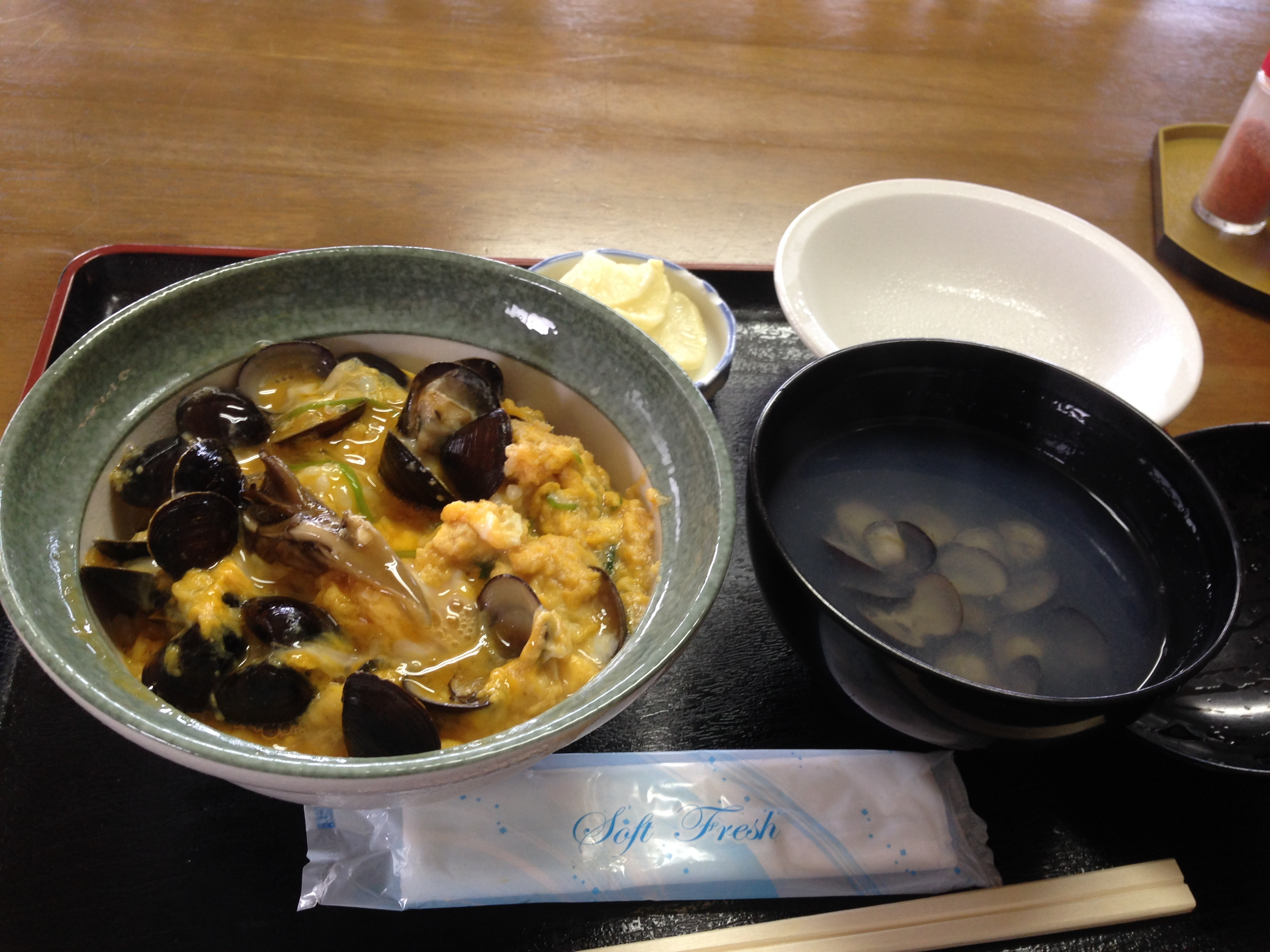
しじみ丼としじみ汁（セット）
「みなと屋」（五所川原市十三）にて

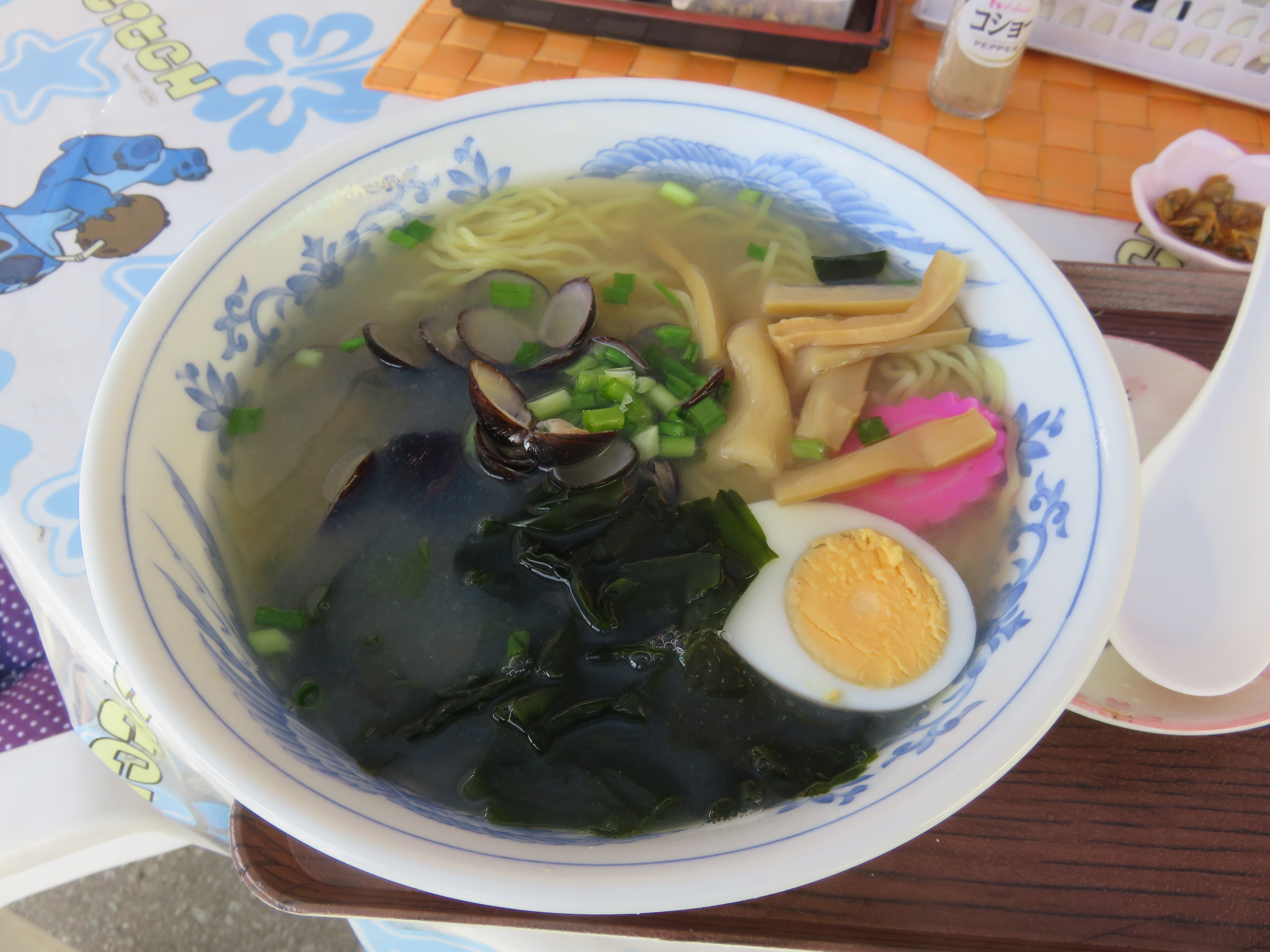
しじみラーメン
「とさや」（五所川原市十三）にて

シジミ生産は遅くとも明治時代に始まり、島根県の宍道湖と日本一を競う漁獲量を誇り、2016年12月に「十三湖産大和しじみ」として「地理的表示保護制度」（GI制度）に登録された。
十三湖周辺の店では特産物のシジミを使った料理や加工品、アクセサリー、さまざまなおみやげ品などが提供されている。主なシジミ料理として、しじみラーメンやしじみカレー、しじみ丼、しじみ握りずしなどがある。
しじみ採り
また、十三湖ではシジミの禁漁区および禁漁期間が指定されているが、中の島ブリッジパークなど湖北側の一部が一般開放区域に指定されており、定められた時期（毎年4月下旬〜10月上旬）および時間帯（午前9時〜午後3時）に限り一袋300円でしじみ採りをすることが可能である。なお、しじみ採りは素手のみで行い（ジョレンなど道具の使用は密漁にあたる）、一般開放区域外での採取は関係法令により罰せられるので、採る場所などは事前によく確認する必要がある。

### 十三湊遺跡
十三湖西側の十三地区（五所川原市十三、十三湖大橋南部の日本海と湖に挟まれた地域）から発見された中世の交易港「十三湊」に関する遺跡。
- 港湾施設地区（北部）
荷揚げ場跡や丸太材、桟橋跡と見られる形跡などが発見されている。また、約200メートルに渡り船着場と推定される礫層を確認。
- 町屋・武家屋敷・領主館地区（中部）
遺物の出土量が多く中心地と考えられ、領主館・家臣団屋敷などが推定される。東西方向に大土塁・堀跡が現存。
- 檀林寺跡地区（南部）
中世の伝檀林寺（だんりんじ）跡。

### 中の島ブリッジパーク（小島）

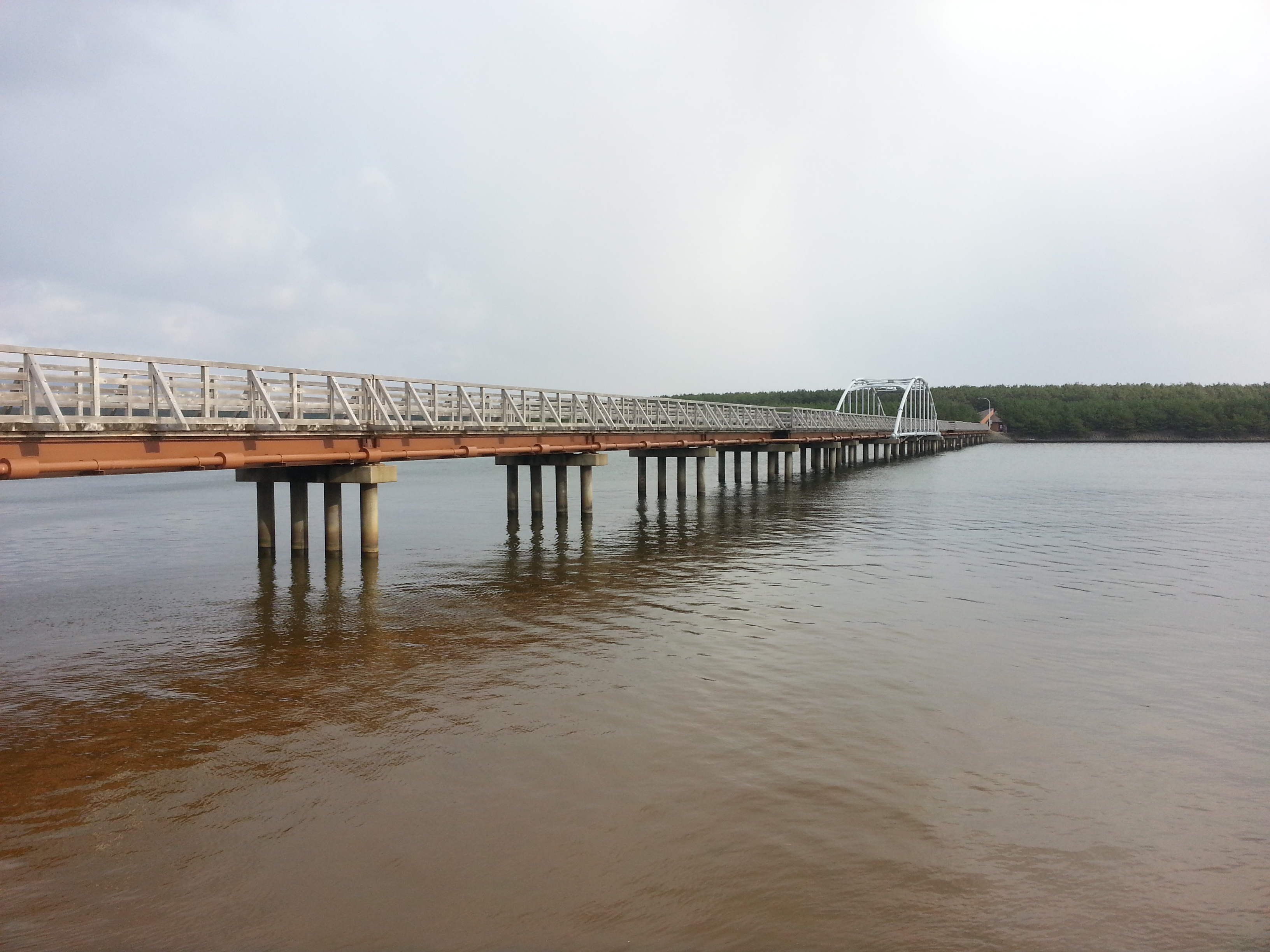
中の島遊歩道橋（奥の方に見える仲の島ブリッジパークへ接続）

十三湖に浮かぶ小島を利用したパーク。湖西岸（青森県道12号鰺ケ沢蟹田線側）とは「中の島遊歩道橋」で接続。パーク内には宿泊施設や文化施設（資料館）があり、これらの施設は毎年12月〜3月には冬季休業となる。なお、島内からは奈良時代の遺跡（中島遺跡）が発見されている。
- 市浦歴史民俗資料館（開館時間：午前9時〜午後4時30分）
旧市浦村の歴史や史跡を紹介。また、十三湊遺跡の出土品および写真パネルなどを展示している。
- ケビンハウス（宿泊施設）
- キャンプ場
- アスレチック場
- レストラン（営業時間：午前8時〜午後5時）
- しじみ拾い場（毎年4月下旬〜10月上旬）

### 神社仏閣・城跡・遺跡
十三湖周辺には中世に「十三千坊」と呼ばれる神社仏閣群があったと伝えられている。また実際に宗教遺跡や城跡などが今に残っている。これらは同時代に栄えた安東氏の本拠地とされる十三湊に近いことからその影響下にあった可能性があり、同氏との関連が指摘される遺跡・遺構もいくつか存在する。なお、下記の十三地区、相内地区はいずれも現在の五所川原市に位置している。

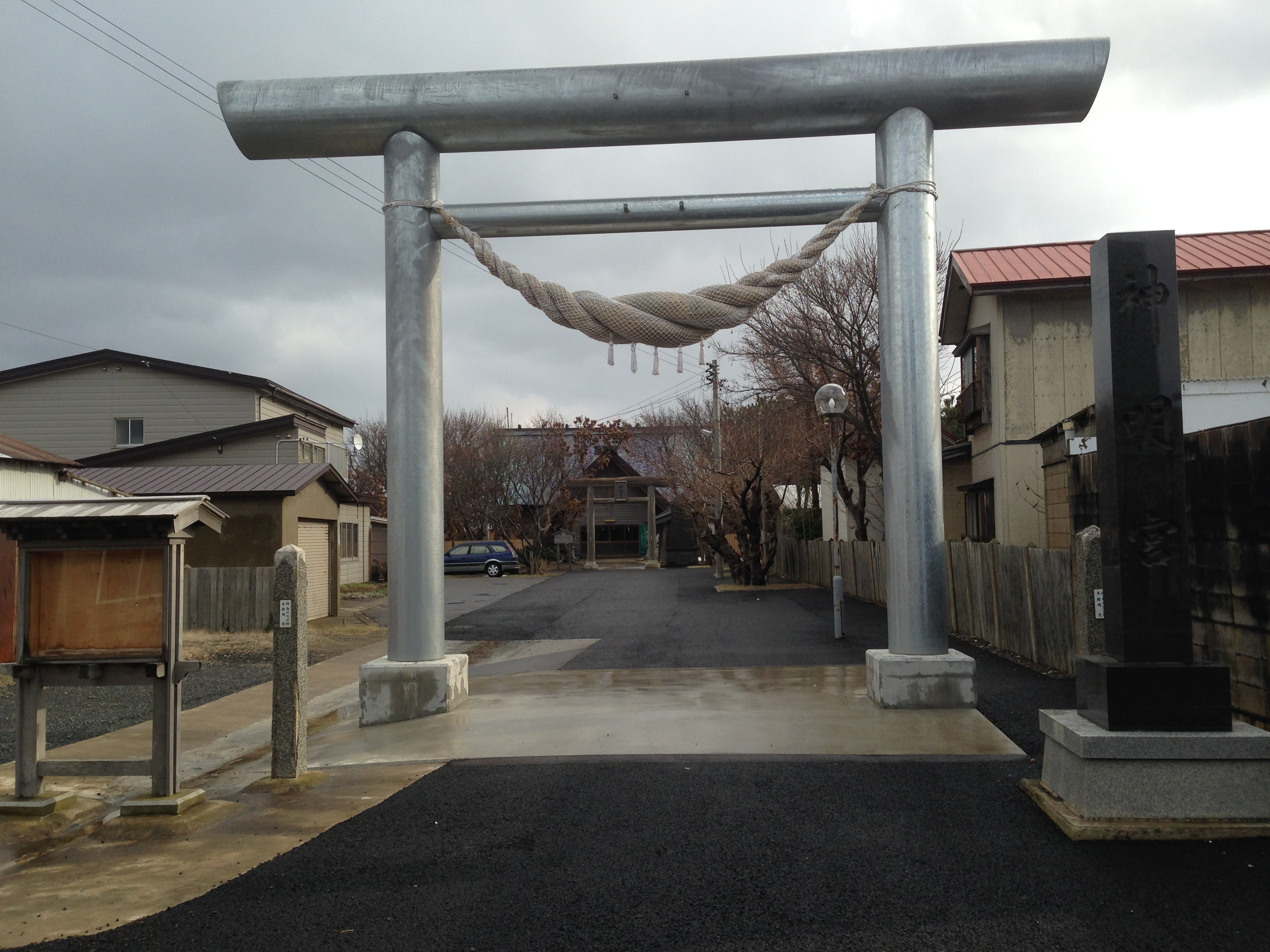
十三湖西側（十三地区）の神明宮

- 神明宮（しんめいぐう、別名：十三神明宮）
湖西岸の十三地区（かつての十三湊があった地域）に鎮座。祭神は天照坐皇大御神（あまてらしますすめおおみかみ）、羽黒社および菅原道真公を合祀。現在も宮司を代々務める工藤家が正保2年（1645年）に着任した記録が残っている。後述の湊明神宮は当社の境外社となっている[12]。なお、付近にある最寄りのバス停留所名は「十三神社前」となっている。

- 湊明神宮（みなとみょうじんぐう、別名：湊神社、浜の明神遺跡）
湖西岸の神明宮より南方の少し日本海寄りに明神沼があり、当宮（神社）は沼南端の丘陵に鎮座している（十三地区がある五所川原市ではなく、つがる市側の市境付近に所在）。祭神は速秋津彦命・速秋津姫命。延宝4年（1676年）の創建とされ、かつての「浜の明神」跡と伝えられている。浜の明神は安芸国・厳島神社の分霊を勧請したといわれており、航海の守護神であった。また、現在の水戸口（船の出入口）は十三地区の北部にあるが中世にはこの付近にあって、浜の明神は灯台の機能も果たしていたと考えられている[5]。

- 山王坊日吉神社（さんのうぼうひえじんじゃ、山王坊遺跡）
湖北岸の相内地区北東に鎮座（湖北岸より北方に約2km離れている。なお、この近辺地域は山王坊とも呼ばれる）。大津市・山王日枝大社の末社で、全国的にも珍しい頭頂部に笠木のある山王造り京風二重鳥居が特徴的である。近辺からは十三湊遺跡と同時代にあたる中世の神仏習合遺跡（山王坊遺跡）が発見されている。遺跡には山王大明神が祀られた阿吽寺があったと伝えられている。また、この遺跡は安東氏の居城と考えられる後述の福島城跡と近いことから、同氏との関係が深かったことが推測される。この他にも、近辺には中世の宗教施設と思われる十三宗寺や春日内観音堂（龍興寺跡）、禅林寺跡（露草遺跡）などがある[5][13][14][15]。

- 福島城跡
湖北岸の丘陵にある城跡。内郭は14世紀後半〜15世紀前半に築かれたものと見られ、ここより南西約3kmに位置し安東氏の本拠地であった十三湊の最盛期とも一致する。2005年（平成17年）〜2009年（平成21年）に青森県によって行われた発掘調査では中世の武家屋敷が内郭南東部より発見され、同氏の居城であった可能性が高まっている。現在、内郭において門跡の復元が行われ土塁・堀跡が残存しており、外郭では門跡・土塁・堀跡を散策できる遊歩道の整備も行われている[13]。なお、城跡から北東方向に少し行った小泊道沿いには福島城趾展望台があったが、2008年頃に解体されている。

- 唐川城跡・展望台
湖北岸より北方約2kmに位置する春日内観音堂の近くに唐川城跡展望台がある。展望台からは十三湖や日本海、津軽平野などが一望できる。城の遺構があるのは、この展望台より北側の崖上。かつては安東氏が南部氏に追われて立て籠もった詰城という説もあったが、発掘調査により平安時代後期（10世紀後半〜11世紀）に築かれた高地性環濠集落跡ということが明らかになっている[13]。

### レジャー・リラクゼーション施設
- し〜うらんど海遊館
日本海の海水を利用したタラソテラピー（海洋療法）が体験できる健康施設。15種類のアトラクションによる温海水プールの他、サウナやトレーニングルーム、休憩室なども備えている。【令和2年9月30日閉館】
- 脇元海辺ふれあいゾーン（脇元海水浴場） ※ログハウスおよびサマーハウスは冬季休業
脇元海岸の海水浴場の他、ログハウス（宿泊施設）や食事・シャワーの利用ができるサマーハウスなどがある。

### 道の駅
- 道の駅十三湖高原（トーサムグリーンパーク）
津軽国定公園の一角の高台に所在。売店では十三湖のシジミを使った「活しじみ」や加工食品を販売している。また、展望台からは360度のパノラマビューを楽しむことができる他、建物2階には全長136mのゴムローラー滑り台もある。

### 祭り
- 十三の砂山まつり（盆踊り）
湖西側の十三地区（五所川原市）にて8月14日〜16日に催される盆祭り。盆唄の「十三の砂山」が継承されている。この盆唄は寛政8年（1796年）にはすでにこの地域で一般的となっていたことが、当時の記録より分かっている。また、大漁祈願祭もこの盆祭りと併催される[5]。

## アクセス
バス
ここでは、十三湖西部に浮かぶ小島「中の島ブリッジパーク」付近へのアクセスを掲載する。なお五所川原駅方面から来た場合、「十三南口」バス停辺りよりかつて十三湊（檀林寺跡地区）のあった場所となる。
- 五能線五所川原駅から弘南バス〔五所川原〜十三・小泊線（小泊方面行き）〕に乗り「中の島公園入口」下車。
- 津軽鉄道津軽中里駅から弘南バス〔五所川原〜小泊線（小泊方面行き）〕に乗り「相内北口」で下車。さらに十三を経由する〔五所川原〜十三・小泊線（五所川原方面行き）〕のバスに乗り換えて「中の島公園入口」下車。

自動車
- 東北自動車道浪岡ICから津軽自動車道・五所川原広域農道・国道339号経由でおよそ60分。

## 十三湖を舞台とした作品
- 「十三湖のばば」（鈴木喜代春）
- 「津軽じょんがら節」（長部日出雄）
- 「津軽」（太宰治）
- 「風の視線」（松本清張）
- 「哀唱琴の湖」（三橋美智也）
- 「十三の砂山」（作者不詳）
- 「恋の津軽十三湖」（長山洋子の演歌、中の島ブリッジパーク入口に作詞をした宮内たけしの筆による歌碑が建立された。）

## ギャラリー

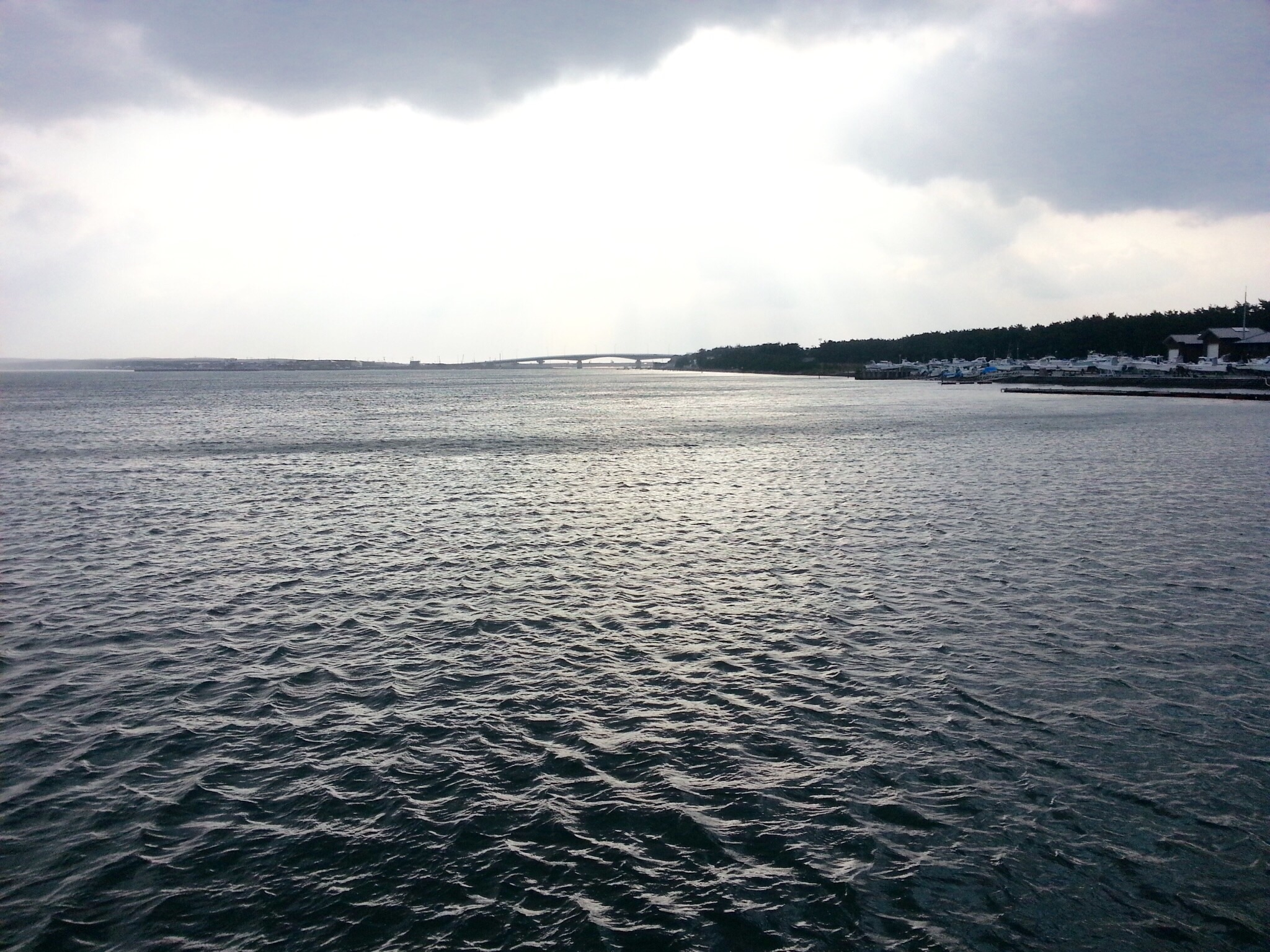
十三湖（中の島遊歩道橋より撮影）
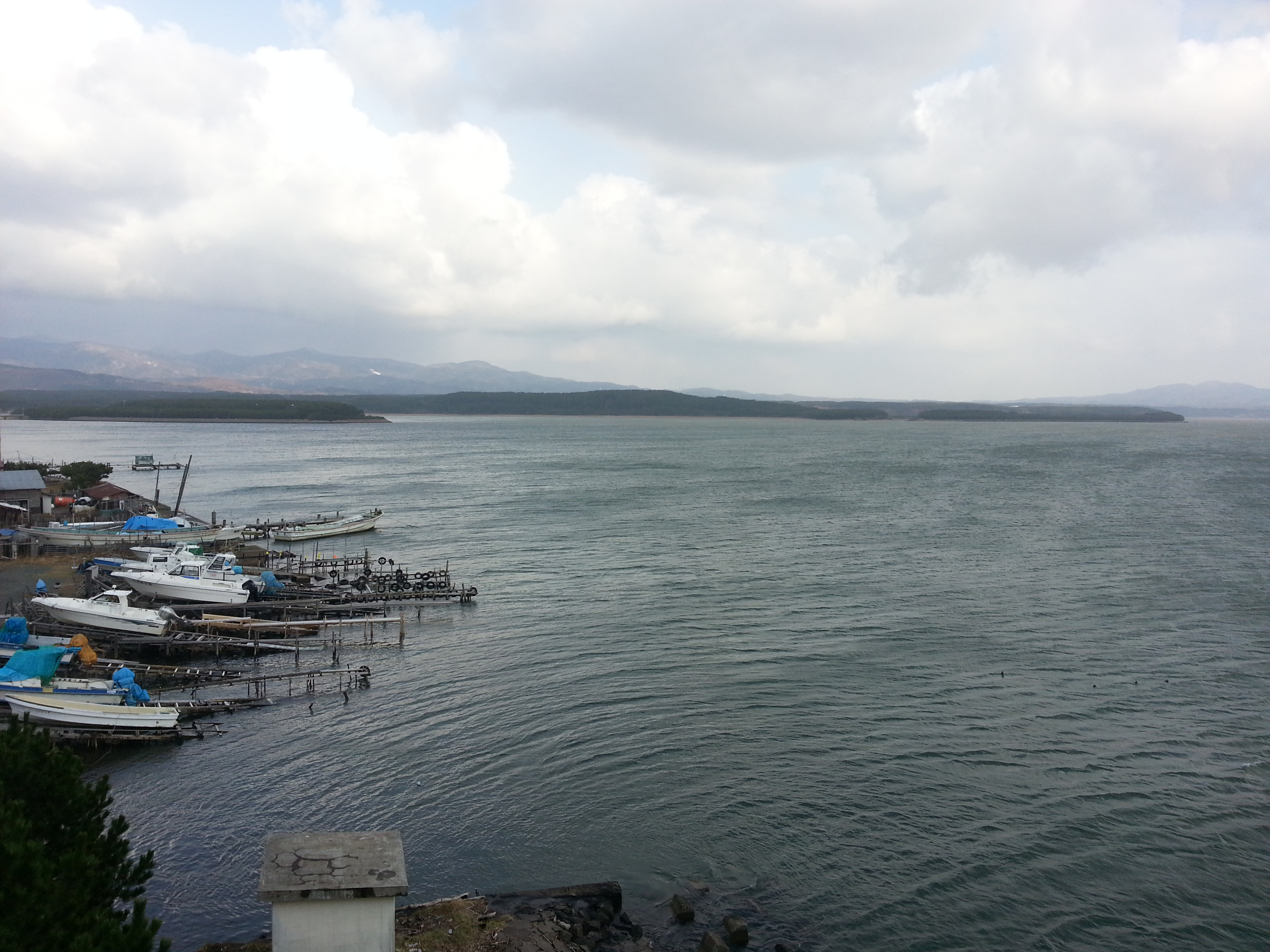
十三湖（十三湖大橋より撮影）
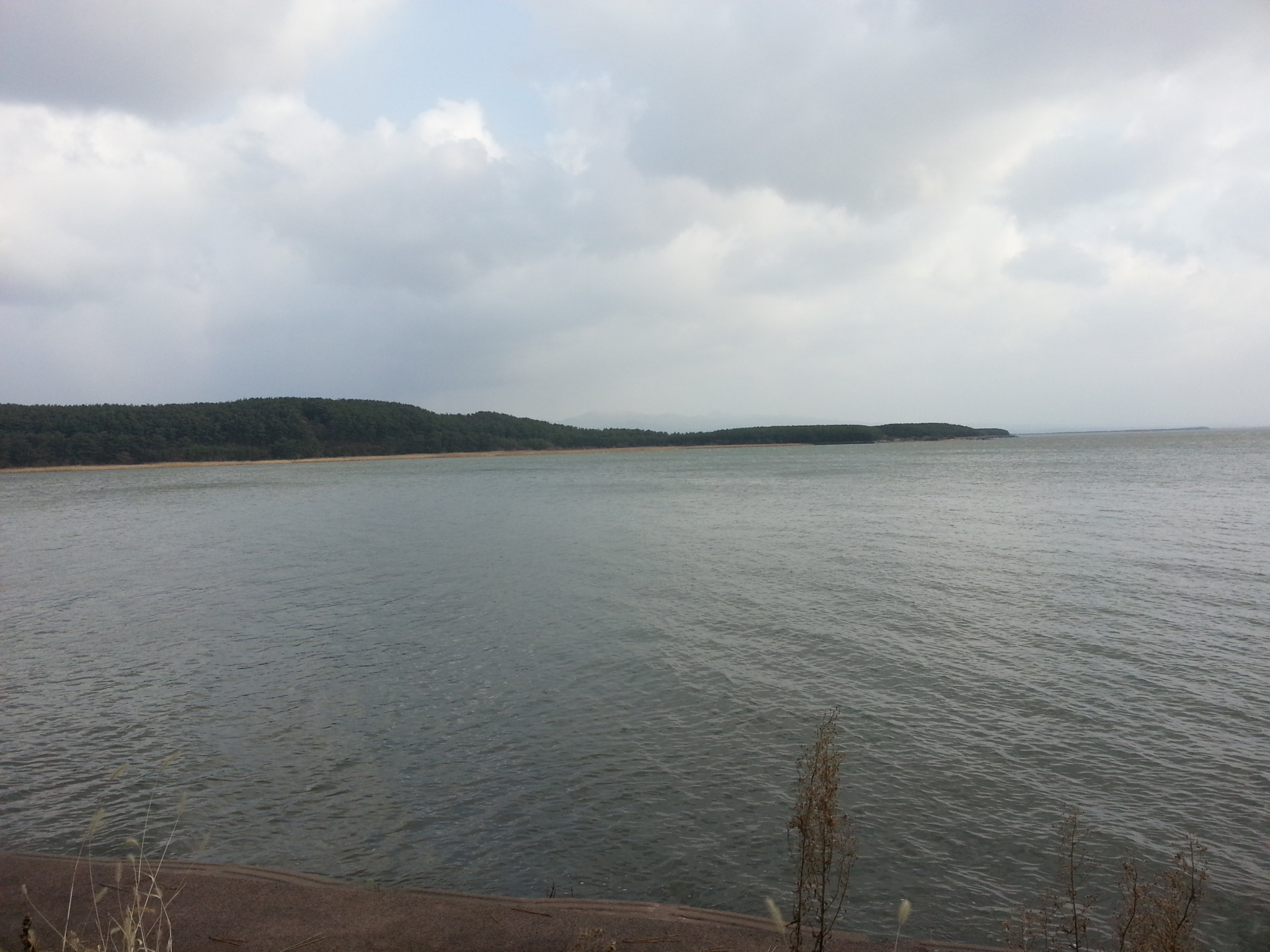
十三湖と中の島ブリッジパーク
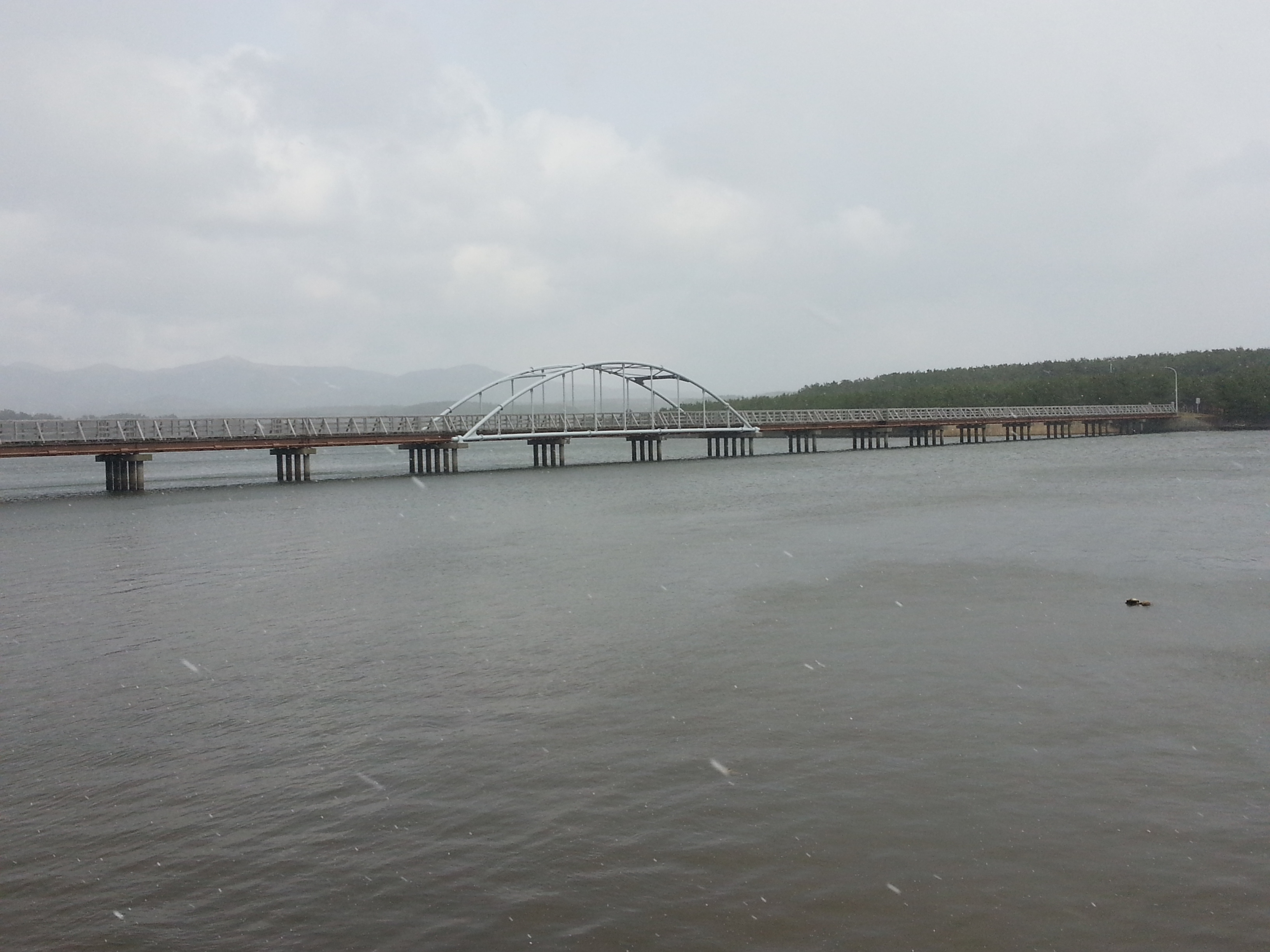
中の島遊歩道橋（全長250m・ヒバ製）
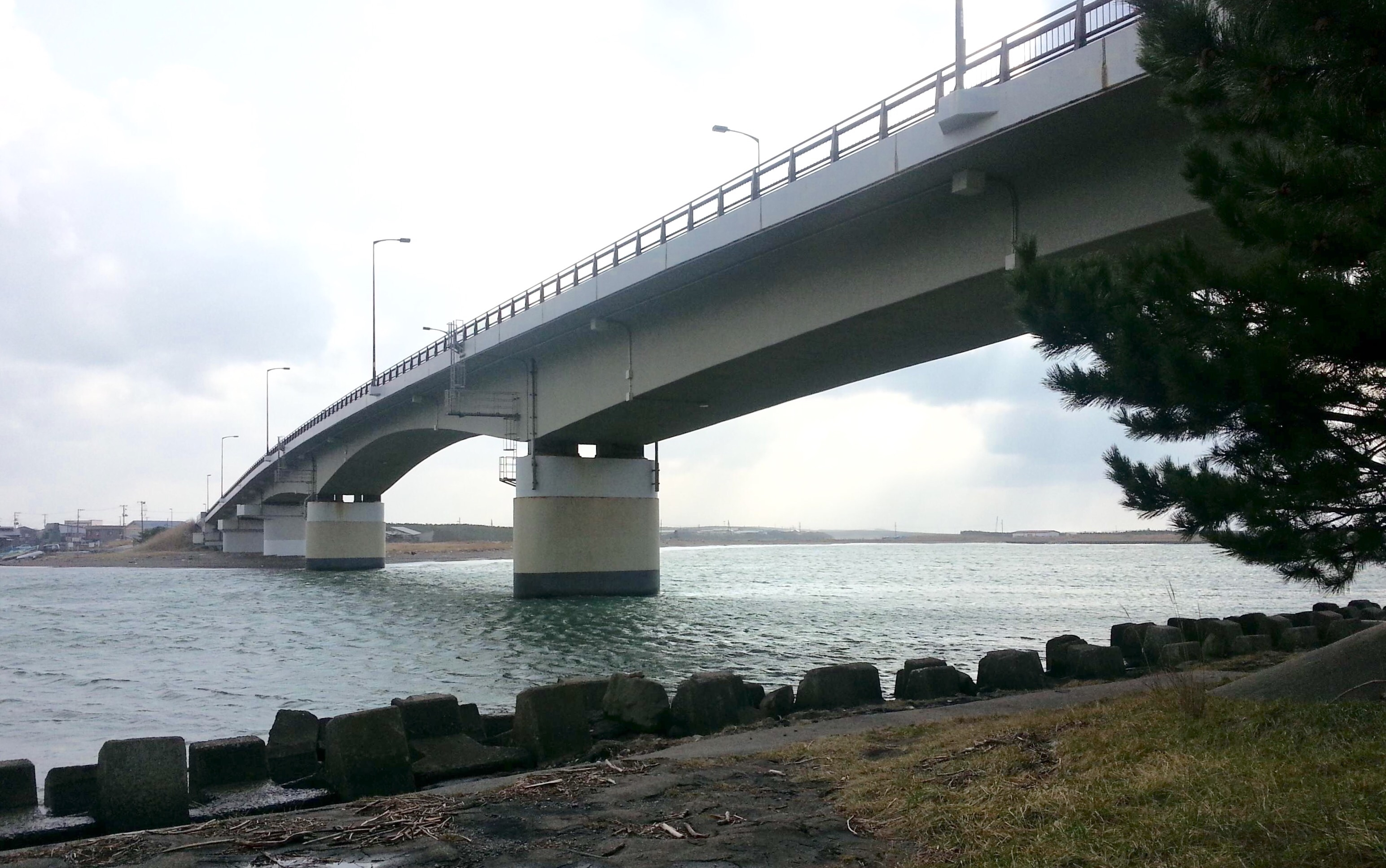
十三湖大橋（青森県道12号鰺ケ沢蟹田線が通る）